# Amata xanthosoma
Amata xanthosoma är en fjärilsart som beskrevs av Turner 1898. Amata xanthosoma ingår i släktet Amata och familjen björnspinnare. Inga underarter finns listade i Catalogue of Life.